# Angry Video Game Nerd: The Movie
Angry Video Game Nerd: The Movie oder AVGN: The Movie ist eine auf der gleichnamigen Webserie Angry Video Game Nerd basierende, amerikanische Komödie. James Rolfe ist neben Kevin Finn der Regisseur und Drehbuchautor des Films und spielt selbst die titelgebende Hauptrolle. Der Film feierte am 21. Juli 2014 im Grauman’s Egyptian Theatre in Hollywood Premiere. Am 2. September 2014 erschien der Film online via Video-on-Demand. Die Veröffentlichung auf Blu-ray erfolgte im Dezember 2014. Der Film wurde durch Crowdfunding finanziert. Das Crowdfunding-Budget betrug etwa 325.000 US$.

## Handlung
Der Film beginnt mit einer Art Reportage über das Atari Video Game Burial und dem schlechtesten Videospiel aller Zeiten: E.T. The Extra Terrestrial (im Film "Eee Tee" genannt) für das Atari 2600. Die Spielefirma Cockburn Industries, Inc. kündigt darauf die Veröffentlichung von "Eee Tee 2" an, welches, laut eigenen Angaben, noch schlechter sein soll. Durch die Popularität des Originals, die hauptsächlich dem Nerd, der in einem Videospieleladen arbeitet, zu verdanken ist, soll dieses Spiel jedoch zu einem Verkaufsschlager werden.
Als der Nerd im Videospieleladen das Plakat von Eee Tee 2 sieht, bekommt er einen Schock, wird jedoch von Kunden dazu angefeuert, dieses und das Original-Spiel in einer seiner Folgen zu bewerten. Er stürmt darauf verstört aus dem Laden und erlebt nachts einen Albtraum. Daraufhin entscheidet er sich, zusammen mit seinem Freund Cooper Folly (Jeremy Suarez), und Mandi, einer Mitarbeiterin von Cockburn, nach Alamogordo, New Mexico zu fahren, um dem Mythos um das Eee Tee Spiel ein Ende zu setzen.
Dort angekommen, filmen sie für den Blog des Nerds. Sie werden jedoch von General Dark Onward (Stephen Mendel) und Sergeant McButter (Helena Barrett) gestoppt, da sie irrtümlich für Alien-Forscher gehalten werden. Das Trio entkommt ihnen in einer Verfolgungsjagd, bei der General Dark Onwards kompletter rechter Arm von einer Granate zerfetzt wird.
Der Nerd, Cooper und Mandi entscheiden sich, den Entwickler des Spiels, Howard Scott Warshaw, zu finden,  um Antworten über das Atari Video Game Burial zu bekommen. Sie stolpern jedoch in das Haus von Dr. Zandor (Time Winters), der ihnen erzählt, dass das Level-Design von Eee Tee ein exaktes Abbild von der Area 51 ist. Er bietet ihnen an,  bei ihm zu übernachten. Mandi bekommt in der Nacht einen Anruf von ihrem Chef, der sich nun eigens nach Alamogordo aufgemacht hat. Mandi versucht, ihn zu warnen, schafft es jedoch nicht. Also macht sie sich zu Fuß auf, um ihren Chef zu stoppen, wird allerdings von Sergeant McButter geschnappt. Als der Nerd und Cooper am nächsten Morgen merken, dass Mandi nicht mehr da ist, denken sie, sie sei ein Agent, der gegen sie arbeitet.
Trotzdem entschließen sich der Nerd und Cooper zurück nach Alamogordo zu fahren, treffen dort jedoch auf eine Horde Fans des neuen Eee Tee Spiels, die Cockburn dort hingelockt hat und mit dem neuen Spiel wirbt. Der Nerd nimmt sich ein Megafon und will der Menge erläutern, dass der gesamte Mythos frei erfunden ist. In diesem Moment kommt jedoch Howard Scott Warshaw und widerlegt die Erläuterungen des Nerds.
Als Alien getarnt, schleicht sich der Nerd in die Area 51. Erfolgreich, bis er von General Dark Onward entdeckt wird, der mittlerweile erfahren hat, wer der Nerd wirklich ist. Er versucht, ihn zu zwingen, das E.T Spiel zu spielen, was jedoch nicht gelingt. Aus Wut feuert er eine Rakete auf Mount Fuji, der als Interpretation für das Atari-Logo steht. Diese erlöst Death Mwauthzyx, der bis zu diesem Zeitpunkt im Berg gefangen war. Währenddessen versucht Mandi, Sergeant McButter vom Nerd fernzuhalten, was schließlich zu einer Konfrontation zwischen McButter und Mandi auf dem Eiffelturm in Las Vegas führt.
Als General Onward böse den Raum, in dem er den Nerd gezwungen hat, das Spiel zu spielen, verlässt, wird sein linker Arm von zwei Türen abgetrennt. Cooper versucht, den Nerd zu retten, indem er mit Hilfe des E.T Spiels versucht, den Alien zu steuern, der den Nerd aus dem Raum befreit. Cooper wird jedoch von Death Mwauthzyx gefangen und nach Las Vegas gebracht. Mandi tötet McButter, indem sie sie vom Eiffelturm stößt. Sie wird jedoch auch von Death Mwauthzyx gefangen. Der Nerd und der Alien fliegen, in einer Top-Gun ähnlichen Szene, zurück nach Alamogordo, wo sich die vergrabenen E.T. Module in der Luft zu einem Raumschiff formen. Darin fliegen der Alien und der Nerd nach Las Vegas, um Death Mwauthzyx zu bezwingen. General Onward stirbt beim Versuch, sie aufzuhalten.
In Las Vegas werden Cooper und Mandi von dem Nerd und dem Alien gerettet und bezwingen Death Mwauthzyx. Sie fliegen zurück nach Alamogordo und treffen dort wieder auf Dr. Zandor und die Fans. Cooper und Mandi küssen sich, während der Nerd sich endlich entschließt, E.T zu "reviewen". Der Nerd erkennt, dass E.T. nicht das schlechteste Spiel ist, das er jemals gespielt hat. Er beschreibt es als herausfordernd und süchtigmachend. Nichtsdestotrotz ist es immer noch ein schlechtes Spiel.

## Entwicklung
James Rolfe hatte schon immer die Ambition, einen großen Film zu drehen, und sah schließlich in der Figur des Angry Video Game Nerd eine Möglichkeit, diesen Wunsch in Erfüllung gehen zu lassen. Zusammen mit Kevin Finn schrieb er 2008 das Drehbuch und bereitete die Produktion vor. In einem für das GamesTM magazine verfassten Artikel berichtete Howard Scott Warshaw, dass er das Drehbuch erhalten habe und Lust hätte, sich an dem Projekt zu beteiligen. Aufgrund der Produktion der AVGN Web-Serie wurde die Produktion des Films für ein paar Jahre auf Eis gelegt.
Über das Crowdfunding-Portal Indiegogo gelang es Rolfe, 325.000 Dollar für die Realisation des Films Angry Video Game Nerd: The Movie zu sammeln. Am 10. November 2012 wurde nach mehrmonatigen Dreharbeiten auf der Homepage Rolfes ein erster Trailer veröffentlicht.

## Kritik
“Proudly crowdfunded by fans worldwide, the film gleefully showcases B-movie excess and ineptitude, from the intentionally amateurish acting to the impressively DIY special effects. Rolfe, a bona fide Internet celebrity with over 1.5 million subscribers on YouTube, comes across as more of an on-camera provocateur than a polished performer, although his exaggerated style suits the material, with the rest of the cast pretty much following suit.”

„Mit Stolz von Fans auf der ganzen Welt finanziert, zeigt der Film auf beschwingte Weise einen albernen B-Movie-Exzess, von der gewollt amateurhaften schauspielerischen Darbietung bis hin zu den eindrucksvollen DIY-Special-Effects. Rolfe, eine echte Internet-Berühmtheit mit mehr als 1,5 Millionen Abonnenten auf YouTube, provoziert vor der Kamera mehr, als dass er um eine perfekte Darbietung bemüht wäre. Das passt jedoch zum restlichen Film – die anderen Darsteller folgen seinem Beispiel.“